# Avoine Zone Groove
 (février 2011).
Si vous disposez d'ouvrages ou d'articles de référence ou si vous connaissez des sites web de qualité traitant du thème abordé ici, merci de compléter l'article en donnant les références utiles à sa vérifiabilité et en les liant à la section « Notes et références ».
 (septembre 2023).
Pour les articles homonymes, voir AZB.
Le festival Avoine Zone Groove, anciennement Avoine Zone Blues, est un festival organisé depuis 2000 à Avoine, en Indre-et-Loire, à environ 45 minutes de Tours. Le festival était spécialisé -jusqu'en 2014- dans la musique blues, rock et propose aujourd'hui un répertoire plus large. C'est un festival organisé par la Ville d'Avoine (37420).
Depuis l'édition 2015, le festival propose également un tremplin à destination des groupes amateurs d'Indre-et-Loire puis de la région Centre-Val-de-Loire depuis 2016. L'édition 2016 marque le passage à une édition en plein air.

## Histoire
La première édition du festival est organisée en 2000. Il accueille pour sa première édition 1 500 personnes. En 2009, le festival réunit plus de 16 000 festivaliers et réunit les noms les plus en vue du blues. En 2011, 20 000 spectateurs sont présents ; faisant d'Avoine un festival au succès bien ancré dans la région Centre-Val-de-Loire. 

## Éditions

### Années 2000

#### 2000
Bill Deraime, Patrick Verbeke, Martin Celestin, Sweet Mama, Benoit Blue Boy, Eddie & Ninie...

#### 2001
Hugues Aufray, Xavier Pillac, Loreney, Nicoletta, Giroux & Mahjun, Michel Lelong...

#### 2002
Nine Below Zero, Miguel M, Otis Grand, Marvelous Pig Noise, Jean-Jacques Milteau Quintet, Philippe Menard...

#### 2003
Eddy Floyd, Lucky Peterson, Patrick Cany, Little Bob, Jean Sangally, Michael Jones...

#### 2004
Beverly Jo Scott, Bernard Allison, Tanya Saint Val, Ike Turner, Murray Head, Slim Batteux...

#### 2005
Jerry Lee Lewis, Richard Bohringer, Michel Jonasz, Paul Personne, Jb Boogie, Steve Verbeke...

#### 2006
Bill Wyman, Buddy Guy, Louis Bertignac, Zachary Richard, Joël Daydé, Dick Rivers...

#### 2007
Eddy Mitchell, Popa Chubby, Bijou, Bibb, Anis, Johnny Clegg...

#### 2008
John Mayall, Jimmy Cliff, Bernard Lavilliers, The Blues Brothers Band, Boney Fields, Keith B. Brown...

#### 2009
Le festival accueille 16 000 festivaliers. Parmi les artistes présents : Alvin Lee, Thomas Dutronc, Dr Feelgood, Status Quo, Ana Popovic, Jesus Volt...

### Années 2010

#### 2010
Le festival accueille 16 000 festivaliers. Parmi les artistes présents, on peut citer : Jacques Higelin, Joe Louis Walker, Mick Taylor, Earth, Wind & Fire Experience, Jacques Dutronc, Michael Jones.

#### 2011
le festival a lieu du 30 juin ou 3 juillet 2011. Le festival accueille, entre autres : Canned Heat, Ben l'Oncle Soul, Johnny Winter, Jean-Louis Aubert... Cette édition connaît un succès sans précédent (20 000 festivaliers), qui permet au festival de se positionner parmi les plus grands festivals de la région Centre.

#### 2012
la 13e édition a lieu du 5 au 8 juillet 2012. Le thème, "Revival and Tribute" , fait réentendre les groupes mythiques : Rolling Stones, Led Zeppelin, Rory Gallagher, Phil Collins, Beatles entre autres. Sans oublier les têtes d'affiches : Paul Personne, Cock Robin, Alpha Blondy, Véronique Sanson, Baskery, Fred Chapellier...

#### 2013
- Jeudi 4 juillet 2013 : Little Bob Blues Bastard, Hommage Alan Jack, The Stars From The Commitments
- Vendredi 5 juillet 2013 : Fanfare Les Cobrass, The Jacquets, Bluegators, Blankass, BB Brunes, After Bœuf
- Samedi 6 juillet 2013 : Fanfare Les Cobrass, plateau écoles de musique d'Indre et Loire, Bleech, Vigon, The Blues Brothers Band Original, After Bœuf
- Dimanche 7 juillet 2013 : Donuts In Flames, Les Haricots Rouges, Les Cool Porter, 1 000 Guitares & Voix, Cotton Belly's, Zucchero, After Bœuf

#### 2014
Thème de l’édition: Gospel, avec les chorales: Sound of Praise, Voice for Gospel, Happy Gospel, Joy of Gospel et Tale of Voices.
- Vendredi 4 juillet 2014 : Chorale Gospel, Mister Joss, Pillac, Jonny Lang.
- Samedi 5 juillet 2014 : Chorale Gospel, Plateau de jeunes groupes d'Indre-et-Loire, Apolline, Magic Monkeys, Manu Lanvin And The Devil Blues, Louis Bertignac.
- Dimanche 6 juillet 2014 : Chorale Gospel, Tale of Voices, Las Vargas, 1000 Guitares et Voix, Dallas Frasca, Zaz.

#### 2015
Thème de l'édition: Mini-fanfares, avec: les Barons du Bayou, Clarinette Marmelade, Les Zoozoos.
- Vendredi 3 juillet 2015 : Les Barons du Bayou, Richard Arame, Charles Pasi, Robben Ford.
- Samedi 4 juillet 2015 : Clarinette Marmelade, Ateliers des Musiques Actuelles Amplifiées, Hype Me, Deborah Bonham, Nicoletta, Michel Jonasz Quartet.
- Dimanche 5 juillet 2015 : Master Class avec Fred Chapellier, Les Zoozoos, Opa Tsupa, Au Bonheur des Dames, Julien Clerc

#### 2016
- Jeudi 30 juin 2016 : Finale du Tremplin 2016, Aymeric Maini.
- Vendredi 1er juillet 2016 : Morand Cajun Band, Steve Verbeke, Arno, Greg Zlap.
- Samedi 2 juillet 2016 : Swing Shouters, Feyls, le groupe vainqueur du Tremplin 2016, Stone Three, Farlight, Oceakyl, Emji, Johnny Clegg, Another Skin
- Dimanche 3 juillet 2016: Rockbox, Swing Shouters, Valley Harps Steel Orchestra, Ladies Ballbreaker, Mika.